# Francesco Bellinzani
Pour les articles homonymes, voir Bellinzani.
Francesco Bellinzani (1619 à Mantoue en Lombardie, Italie - 13 mai 1684 à Vincennes, France) était un noble italien du XVIIe siècle, qui vint s'installer en France à la suite du cardinal Mazarin et qui joua un rôle dans les affaires commerciales et financières auprès de Colbert.

## Biographie
Francesco Bellinzani, d'une vieille famille de Ferrare, établi en France dès 1643, obtient des lettres de naturalité en 1658.
Il est auditeur général de la chambre du duc de Mantoue et membre de son conseil parisien, puis son ambassadeur résidant près la Cour de France et c'est à ce titre qu'il assiste à la fête organisée à Compiègne pour la venue de la reine Christine de Suède en septembre 1656.
Certains l’ont dépeint comme « un Mantouan d'extraction obscure qui gravite dans l'entourage italien du cardinal (Mazarin) (1602-1661)... On l’a dit attaché aux nièces de Mazarin ». Il est certain que, dès 1655, il se rapproche de Mazarin, italien comme lui. Il est nommé conseiller du roi en ses conseils.
Les finances des Mantoue sont en désarroi. En 1658, la maison de Mantoue doit à Mazarin 1 200 000 livres. Colbert, aidé par Bellinzani, grâce à l'argent de Mazarin achète à Charles de Gonzague, duc de Mantoue, les biens qu'il possédait en France (les duchés de Mayenne et de Nevers, le comté de Rethel) et le dépouille avec l'argent du roi d'une partie de son duché d'Italie.
La seigneurie de Sompy est située en Champagne, dans le duché de Rethel, naguère encore propriété du duc de Mantoue (aujourd'hui Sommepy-Tahure et le camp de Suippes).
En 1664, Bellinzani représente Colbert auprès des Mancini et de la princesse Anne de Gonzague, la Palatine, et collabore, de plus en plus, aux nombreux travaux du ministre. En 1668, Colbert le nomme directeur de la Chambre d'assurance et grosses aventures de France à Paris, et en 1670, il participe à la création de la Compagnie du Levant.
Vers 1675, Bellinzani acquiert une maison rue Croix-des-Petits-Champs, qui sera plus tard nommée « hôtel de Gesvres » (où vécut Jeanne-Antoinette Poisson, future marquise de Pompadour, et où ensuite, en 1750, une compagnie d'assurances réunissait son siège).
En 1679, Louis XIV le confirme dans sa noblesse par lettre patente indiquant ses qualités : « ... l'intelligence, la probité et la bonne conduite nécessaires pour les affaires les plus importantes du royaume. »
Francesco Bellinzani est reconnu comme un homme souple, rusé, diplomate ; il est d'un grand secours pour Colbert, qui rarement saisissait la note juste, comme le prouve sa correspondance.
Sur le plan des arts, Bellinzani a été au cœur de la clique anti-Lully.
En tant qu’intendant du commerce, chaque semaine se tient chez lui une assemblée, composée de trois fermiers généraux et de trois représentants du commerce. On y discute surtout sur les litiges élevés entre les négociants et les préposés aux fermes. Les pièces de toutes ces sortes d'affaires sont expédiées à Paris. On les y soumet aux membres du conseil qui expriment leur avis, et lorsque les opinions sont partagées, Bellinzani décide par sa propre voix prépondérante. C'est lui qui fait une enquête sur la différence existant entre le poids de Provence et le poids de Marc ; sur l'opportunité de doubler les droits de la marque de l'or et de l'argent en 1677. 
À la mort de Colbert (1683), on le met en prison à Vincennes et on lui fait son procès. Bellinzani est accusé d'avoir reçu et même exigé des pots-de-vin considérables : 135 000 livres de pots-de-vin pour procurer l'adjudication de la ferme des monnaies et marque de l'or et de l'argent à Jean-Baptiste Lucot, bourgeois de Lyon, (prête-nom ?) et ses cautions André Claustrier, Gaspard Hindret et Abraham de Can. L'adjudicataire d'une fabrication de pièces de 4 sols et ses intéressés, au nombre desquels figurait Bellinzani, sont condamnés à restituer un million de livres « pour abus, malversations et contraventions aux règlements. »
Bellinzani étant mort en prison, un nouvel arrêt du 17 juin 1684 confirme le précédent, et condamne ses héritiers à payer au roi 200 000 livres « pour les sommes indûment perçues par ledit Bellinzani, sous le titre de pensions, gratifications ou autrement des interessez de la ferme du tabac, ... de plusieurs marchands, sous prétexte de bénéfices obtenus, et de services rendus auprès de Colbert. » En même temps, les héritiers Bellinzani ont à payer environ 120 000 livres à divers, pour dons, récompenses et gratifications reçus par lui en différentes occasions ; et tous ceux qui pouvaient avoir des prétentions à élever contre sa succession sont invités à porter leur plainte au Conseil (Arrêt du Conseil d'État 17 juin 1684).
Il fut le père de deux filles.  L'une, Louise, épousa Jean-Louis Girardin de Vauvré, intendant de la Marine.  L'autre, Anne (1658-1740), fut mariée à Michel Ferrand, président au parlement de Paris.  Elle est connue en tant que femme de lettre, Anne Ferrand.
Bellinzani est-il l'auteur d'un « Mémoire, envoyé par le sieur Bellinzani, sur les boucaniers et l'état des établissements faits à St-Domingue » (1677) ? 
Armoiries des Bellinzani : coupé, au 1 d'azur, à trois demi lunes d'or ; au 2 de gueules, au casque de fer, taré de front.

## Sources
- Lettres de la présidente Ferrand au baron de Breteuil ; suivies de L'histoire des amours de Cléante et de Bélise et des Poésies d'Antoine Ferrand, éd. Eugène Asse, Paris, G. Charpentier, 1880 [lire en ligne], sur Gallica
- Gazette de France, 1656, p. 1051.
- Pierre Clément, Le gouvernement de Louis XIV, ou, La cour, l'administration, les finances et le commerce de 1683 à 1689, 1848.
- Germain Martin, La grande industrie sous le règne de Louis XIV (plus particulièrement de 1660 à 1715), Paris, [1899] 2010, p. 34-36 (Le Colbertisme, 1° Bellinzani, intendant général des manufactures de France).
- Daniel Dessert, Argent, Pouvoir et Société au Grand Siècle, Fayard, 1984.
- Michel Popoff, La Prosopographie des gens du Parlement de Paris (1266-1733), 2 vol., Paris, 2003.